# Antoinette Schoar
Antoinette Marion Sarah Schoar ist eine deutsch-US-amerikanische Wirtschaftswissenschaftlerin. Sie forscht und lehrt am Massachusetts Institute of Technology.

## Werdegang, Forschung und Lehre
Schoar studierte an der Universität zu Köln, an der sie 1995 ihr Diplomstudium in Wirtschaftswissenschaft erfolgreich beendete. Anschließend war sie bis 1997 ERP-Stipendiatin und graduierte im Juni 2000 als Ph.D. an der University of Chicago. Ihre Abschlussarbeit unter dem Titel „Effects of Corporate Diversification on Productivity“ wurde von Sherwin Rosen betreut. In der Folge wechselte sie als Assistant Professor an die MIT Sloan School of Management, 2004 wurde sie Associate Professor am Massachusetts Institute of Technology. 2008 wurde sie als ordentliche Professorin auf den Michael-Koerner-'49-Lehrstuhl an der Sloan School berufen.
Schoar gehörte den Redaktionen renommierter Fachzeitschriften an, darunter dem Journal of Financial Intermediation (2005–2007), Journal of Economic Perspectives (2006–2008) und dem Journal of Finance (2006-2004). Gemeinsam mit Sendhil Mullainathan, Simeon Djankow, Eldar Shafir, Jeffrey Kling und Michael Kremer gründete sie 2008 die Denkfabrik Ideas42.
Schoars Arbeitsschwerpunkte bewegen sich in den Bereichen zwischen Finanzwirtschaft und Unternehmertum. Dabei untersuchte sie unter anderem Kapitalflüsse von Risikokapitalgebern sowie die Finanzierung von kleinen und mittleren Unternehmen und Familienunternehmen sowie von Start-ups in Schwellenmärkten. Ein weiterer Schwerpunkt liegt in der verhaltenswissenschaftlichen Analyse von Unternehmensführung und Führungsstil in kleinen und mittleren Unternehmen und Familienunternehmen, aber – insbesondere auch im Zusammenhang mit ihrem Think-Tank-Projekt – auch von sozialpolitischen Problemen.